# Марія Антіохійська
Марія Антіохійська (1145—1182) — візантійська імператриця і регентка.

## Життєпис
Походила з французького  Рамнульфідів. Донька Констанції I, княгині Антіохійської, та графа Раймунда де Пуатьє (старшого з позашлюбних дітей Аквітанського герцога Вільгельма IX). Народилася у 1145 році в Антіохії. З дитинства була відома своєю красою. 
У 1149 році втратила батька, який загинув у битві з військом атабека Мосула біля Інабу. Матір 1153 року вийшла заміж за лицаря Рено де Шатільйона, який у 1159 році визнав зверхність Візантії, а наприкінці 1160 року потрапив у полон. У цей час візантійський імператор Мануїл I став вдівцем, тому шукав дружину, оскільки не мав сина-спадкоємця. Саме тоді Констанція Антіохійська вступила у конфлікт з Аймері Лимозьким, латинським патріархом Антіохії, стосовно регентства над своїм сином Боемундом III. За цих обставин Мануїл I обрав за дружину Марію, а потім допоміг її матері стати регенткою. 26 грудня 1161 року в Константинополі Марія Антіохійська вийшла заміж за візантійського імператора.
Доволі швидко набула значного впливу на чоловіка, активно цікавилася політичними справами. Водночас сприяла Мануїлові I у зміцненні союзів з державами хрестоносців в Сирії та Палестині. 1166 року переконала чоловіка викупити свого брата Боемунда III, що потрапив у полон до Нур ад-Діна, атабека Мосула. Водночас сприяла налагодженню дипломатичних контактів між Мануїлом I і папою римським Олександром III, схиляючи чоловіка до підтримки церковної унії. Також сприяла укладанню шлюбу між сином і донькою французького короля.
У 1180 році після смерті чоловіка стала черницею під ім'ям Ксенія, але при цьому набула права регентства при малолітньому синові—імператорові Олексії II. Допомагав Марії керувати імперією її коханець протосебаст Олексій Комнін.
Доволі швидко уряд Марії виявив некомпетентність, зажерливість, посилилося хабарництво. При цьому регентка надавала підтримку італійським та марсельським купцям на противагу грецьким. Також від управління було відсторонено інших представників династії Комнінів. Це викликало невдоволення візантійської знаті. Спочатку заколот влаштували Марія Комнін, старша донька Мануїла I від першого шлюбу, та її чоловік цезар Рене Монферратський. Але змову було викрито — Марію Комнін було відправлено до монастиря Діомеда, а її чоловіка отруєно.
У 1181 році  дворідний брат Мануїла I Андронік Комнін підняв заколот в фемі Халдія. Намагання регентки організувати оборону й дістати допомогу від Угорщини виявилися марними. Внаслідок зради Андронік Комнін захопив Константинополь у 1182 році. Невдовзі стає співімператором Олексія II, якого примусили підписати наказ про страту матері, яку було задушено прихильниками Андроніка того ж року.

## Родина
Чоловік — Мануїл I.
Діти:
- Олексій (1167—1183), імператор